# アフマド・ガザーリー
アフマド・イブン・ムハンマド・アル＝ガザーリー（ペルシア語: احمد غزالی、'Majd al-Dīn Abū al-Fotuḥ Aḥmad Ghazālī、? - 1126年）は、ペルシアの神秘主義者（スーフィー）。神学者・法学者・神秘主義者のアブー・ハーミド・ガザーリーは兄にあたる。

## 生涯
幼少期に父を亡くした後、アフマドは兄のアブー・ハーミドとともに父の友人であるスーフィーに養育される。
若年時からスーフィズムの研究に没頭し、30歳になる前に高位のスーフィーに与えられるクトゥブの尊称に値することを認められた。1095年に遍歴の旅に出たアブー・ハーミドは後事をアフマドに託し、アフマドは兄に代わってニザーミーヤ学院の教授を務めた。

## 思想
アフマド・ガザーリーの事跡として、神の本質を愛とする「神の愛」についての議論があり、その主張は著書の『霊的現象』を通じて知ることができる。アフマドの思想には異端とみなされて処刑されたハッラージュの「神の愛」の思想が継承され、世界を愛の表れとする形而上学を主張した。哲学の形而上学に否定的な見解を持つ兄のアブー・ハーミドとは逆にアフマドはスーフィズムの分野での形而上学の構築を試みたが、哲学者の理論を統合した体系の確立を試みたスフラワルディーと違い、イブン・スィーナーの学派から理論を取り入れようとはしなかった。アフマドの著作には哲学者によって厳密に使用されていた専門用語や哲学的な思索や叙述に関する手法は確認できず、哲学の教育を受けたことは無いと考えられている。
アフマドの考える愛は想像力を超えたものであるため正確な記述は不可能であり、愛の体験が理解には直結しないと考えていた。神との合一について、アフマドは「愛する者」である人間が「愛」そのものである神の元に帰ることだと述べている。神への帰還に様々な危険や困難が伴うものであると説き、鳥たちが困難を乗り越えながら鳥の王（スィームルグ）を探す旅に例えた。「永遠の巣」を持つ鳥が巣から飛び立って、初めて本質、時間、空間が出現する。アフマドの理論では愛は精神と結び付けられ、精神の存在界への出現に呼応して表れた愛は精神と結合し、両者は統一体である巣に帰還する。帰還の旅の過程で様々な心理状態、存在状態を経験し、愛と精神が目的地である融一の地点に到達したとき、両者の二元性は消滅すると考えた。
アフマドは弟子のアイヌルクダート・ハマダーニーは神学的問題に対して、アフマド・ガザーリーの思想に基づく独自の意見を主張したが、そのいくつかは神を冒涜するものだとされて処刑された。しかし、時代が進むにつれてアフマド、アイヌルクダートらの「神の愛」の思想は人々に受け入れられていき、その影響は中世イスラーム世界の文芸作品に表れている。アフマドは鳥の旅など様々な比喩を用いて神との合一を説明し、彼の作品は後の時代の神秘主義詩人にインスピレーションを与えた。